# Талажский авиагородок
Тала́жский авиагородо́к — посёлок в Архангельской области в составе муниципального образования «Город Архангельск» (бывший военный городок Талажского гарнизона). Расположен рядом с Архангельским аэропортом «Талаги». В рамках административно-территориального деления подчинён Октябрьскому территориальному округу Архангельска

## География

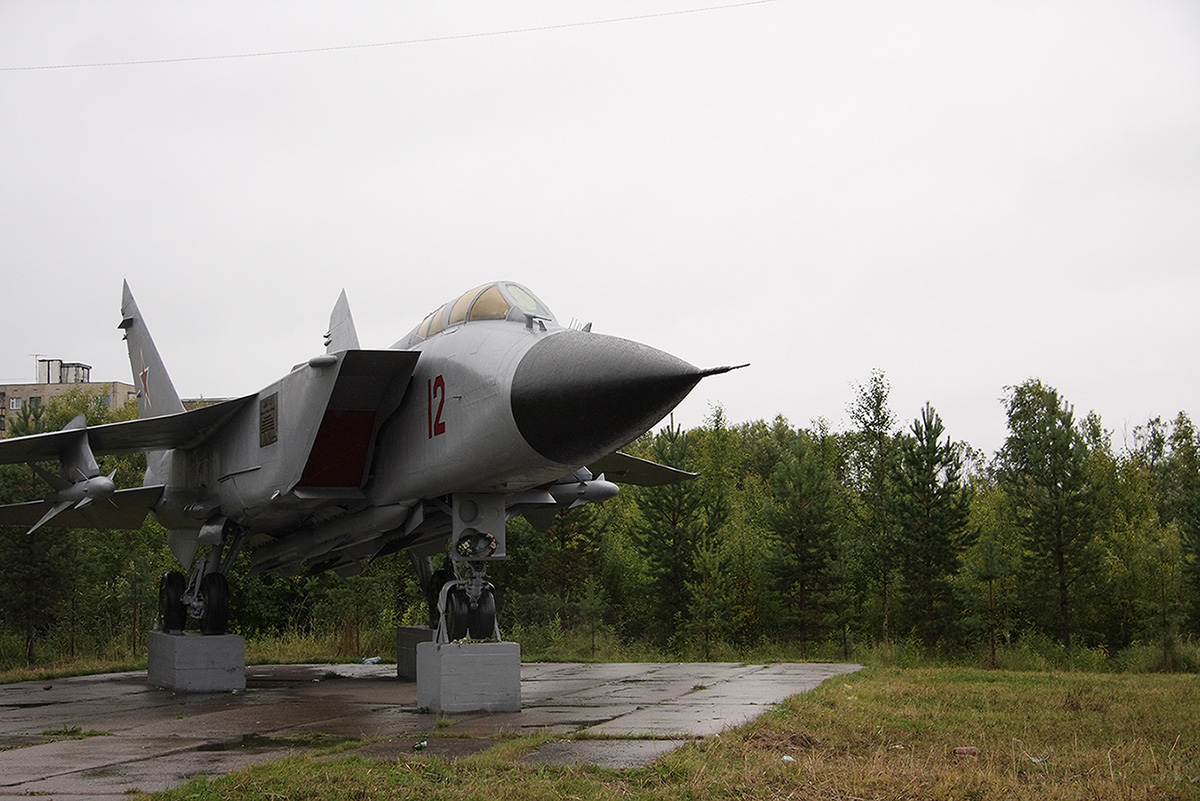
МиГ-31 на «вечной» стоянке в честь 518-го ИАП ранее базировавшегося на аэродроме «Талаги»

Талажский авиагородок находится в 6 км к северо-востоку от Архангельска. К северо-западу от Талажского авиагородка на берегу реки Кузнечиха расположен посёлок Талаги, относящийся к Приморскому району Архангельской области.

## Население
| 2002 | 2010  |
| ---- | ----- |
| 3243 | ↗3298 |

Население — 3298 человек (2010).

## Инфраструктура
В авиагородке имеются: детский сад, средняя школа № 12, музей авиации севера, предприятия торговли и социальной сферы.

### Карты
- Талаги. Публичная кадастровая карта